# Bochones
Bochones es una localidad española perteneciente al municipio de Atienza, en la provincia de Guadalajara. En 2017 contaba con 5 habitantes.

## Historia
La localidad pertenece al término municipal guadalajareño de Atienza, en la comunidad autónoma de Castilla-La Mancha. Antiguo municipio, a mediados del siglo XIX su población ascendía a 115 habitantes. En 2017 contaba con 5 habitantes. Madrigal aparece descrito en el cuarto volumen del Diccionario geográfico-estadístico-histórico de España y sus posesiones de Ultramar de Pascual Madoz de la siguiente manera:

BOCHONES: l. con ayunt. de la prov. de Guadalajara (13 leg.), part. jud.  de Atienza (l 1/2), aud. terr.  y c. g. de Madrid (21) , dióc. de Sigüenza (6). sit. en una suave colina con buena ventilacion , en particular de los vientos N. y SO.: su clima es frio, y sus enfermedades mas comunes tercianas, carbuncos y pleuresías: tiene 30 casas, la de ayunt.; escuela de instrucción primaria concurrida por 15 alumnos, á cargo de un maestro, á la vez secretario de ayunt. y sacristan, por cuyos tres conceptos percibe 30 fan.  de trigo comun; y una igl. parr. (San Juan Evangelista), aneja de la de San Salvador de Atienza : confina el térm.  N. Barcones á una leg.; E. Casillas á 1/4; S. Atienza, y O. Madrigal á una leg. en ambas direcciones; dentro de él se encuentra una fuente de buen agua y 2 ermitas (Ntra.  Sra.  de Torralva y San Lorenzo): el TERRENO es arenisco y escabroso con un monte poco poblado : cruzan diferentes CAMINOS que dirigen á Madrigal, Medinaceli, Atienza y demas pueblos limítrofes; todos de herradura y en mediano estado : el CORREO se recibe por carga vecinal de la adm.  de Atienza, martes, jueves y sábados, se lleva los mismos dias.  PROD.: trigo comun, centeno, cebada, avena, bisaltos y col basta; cria ganado lanar, vacuno, mular y asnal, y algo de caza de perdices, conejos, palomas y otras aves. POBLACIÓN: 25 vec., 115 alm.: el PRESUPUESTO MUNICIPAL asciende á 567 rs.  y se cubre por reparto vecinal.
(Madoz, 1846, p. 370)